# Micaela Reis
Micaela Patricia Reis (Portogallo, 1988) è una modella angolana, eletta nel 2007 Miss Angola, in rappresentanza della comunità angolana in Portogallo.
In seguito ha rappresentato l'Angola al concorso internazionale Miss Universo 2007, svoltosi il 28 maggio 2007 a Città del Messico, dove si è classificata al settimo posto.
Il 1º dicembre dello stesso anno ha rappresentato l'Angola anche a Miss Mondo 2007, concorso tenutosi a Sanya, in Cina. In quell'occasione ha vinto il titolo di Miss World Continental Queen of Africa e si è piazzata al secondo posto, dietro soltanto alla vincitrice, la cinese Zhang Zilin. Il secondo posto della Reis rappresenta al 2011 il miglior piazzamento dell'Angola nella storia di Miss Mondo, ed in generale dei concorsi di bellezza internazionali.